# Gastroxya krausi
Gastroxya krausi är en spindelart som beskrevs av Benoit 1962. Gastroxya krausi ingår i släktet Gastroxya och familjen hjulspindlar. Inga underarter finns listade i Catalogue of Life.